# サムソナイト
サムソナイト（Samsonite）は、アメリカ発祥の、スーツケースおよびバッグ類のブランドであり、その商品を製造・販売する会社。日本では、「サムソナイト・ジャパン」が販売している。

## 本社データ
- 社名：サムソナイト・コーポレーション（Samsonite Corporation）
- 本社所在地：イギリス・ロンドン
- 店舗数：直営店約400店。世界100ヶ国以上に展開。

## 世界展開
サムソナイトは主に、アメリカ、ヨーロッパ、アジアに地域本社があり、それぞれ地域に合わせた商品展開をしている。
- アメリカ地域では、Samsonite Corporationが販売している。安価なスーツケースとして普及しており、スーツケースやビジネスバッグなどのまとめ売りなども見られる。
- ヨーロッパ地域では、Samsonite Europe NVが販売している。サムソナイトブランドの衣服、靴、文房具、アクセサリー類も販売されており、スーツケースバッグのブランドというより、トータルブランドという受け止められ方をされている。値段も高額な場合が多い。
- アジア地域では、Samsonite Asia Limited（香港に所在）が販売している。ヨーロッパ地域と同じ商品群から、取捨選択して展開している。

ほかに、世界で56もの現地法人を構える。

## 社歴
- 1910年 - ジェシー・シュウェイダーにより、アメリカにて創業。
- 1941年 - “ストリームライト”シリーズで大きく売り上げを伸ばす。
- 1960年代初期 - “サムソナイト・クラシックアタッシュ”で再び市場を席巻。
- 1964年頃 - 「エース」とライセンス契約を締結して、日本でのサムソナイト商品はエース社によって販売される。
- 1969年 - 射出成形の外枠を用いた世界初のスーツケース“サターン”を投入。
- 1970年代初期 - エース（株）エースバッグ北海道赤平工場で日本製サムソナイト・スーツケースの製造が始まる。
- 1984年 - 高級旅行カバンのブランドリーダーである「ラーク」社を買収。
- 1994年 - 「アメリカンツーリスター」社を買収。
- 1999年 - サムソナイト・ブラックレーベル衣料事業部を設立して、旅行ウェア市場に進出。
- 2004年 - エース社との日本国内におけるライセンス契約を解除。日本製サムソナイト・スーツケースの製造終了。
- 2005年 - 「サムソナイト・ジャパン」社を設立。
- 2011年 - 香港証券取引所株式上場。

## スポンサー・広告タレント

### スポンサー
- 報道ステーション（テレビ朝日系列）金曜日

### 広告タレント
- ジャン・レノ
- ミラ・ジョヴォヴィッチ
- 菅田将暉（サムソナイト・ジャパン）
- 秋元梢（サムソナイト・ジャパン）
- 賀来賢人（サムソナイト・ジャパン）[1]

## 日本におけるアフターケア
日本法人設立前のエース株式会社とのライセンス契約による商品は、当初2009年末まではエース株式会社がアフターケアのサービスを行い、以後はサムソナイトジャパンが行う方針であった。しかし、両社の協議により、エース製造のサムソナイトは引き続きエース株式会社が、日本国外で製造されたものはサムソナイトジャパンがアフターサービスを請け負っている。

## その他
- 1970年代までに日本向けに製造・販売されていたスーツケースのロックは、ほとんどが同じもので、自分のカギで他人のスーツケースを開錠するすることが可能であった。このため日本人が海外旅行で盗難に遭うケースが頻発。1976年からは36種類のプライベートロックを追加料金で交換できるオプションを用意されたほか、1978年からはダイヤル式のロックも用意されるようになった[4]。